# Conus immelmani
Conus immelmani is een in zee levende slakkensoort uit het geslacht Conus. De slak behoort tot de familie Conidae. Conus immelmani werd in 1998 beschreven door Korn. Net zoals alle soorten binnen het geslacht Conus zijn deze slakken roofzuchtig en giftig. Zij bezitten een harpoenachtige structuur waarmee ze hun prooi kunnen steken en verlammen.